# Physicien
Pour les articles homonymes, voir physicien (homonymie).

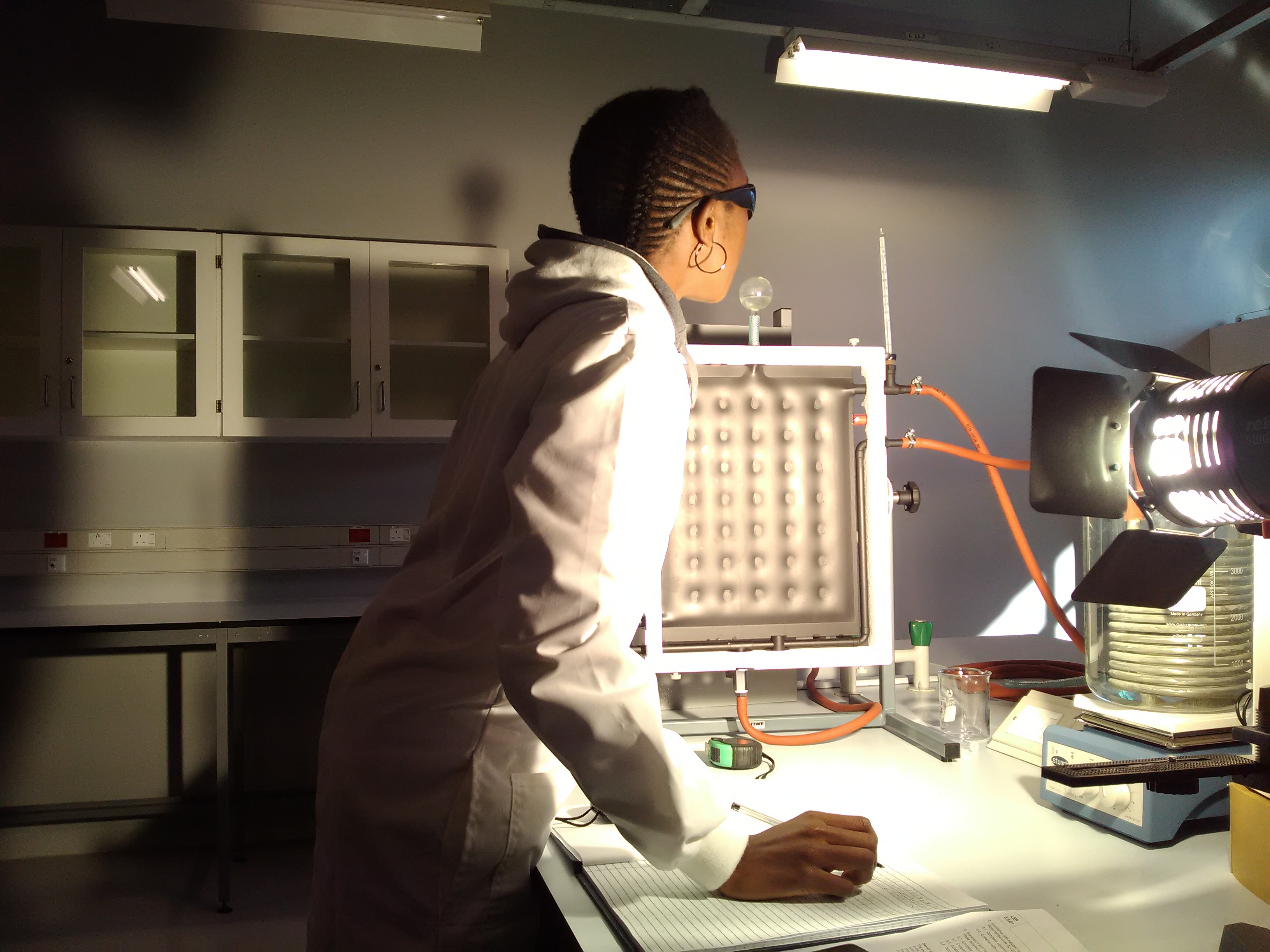
Physicienne au Botswana.

Un physicien est un scientifique qui étudie le champ de la physique, c'est-à-dire la science analysant les constituants fondamentaux de l'univers (sur toutes les échelles) et les forces qui les relient. Les physiciens s'intéressent généralement aux causes profondes des phénomènes et formulent généralement leur compréhension en termes mathématiques. Ils travaillent dans un large éventail de domaines de recherche, couvrant toutes les échelles de longueur : de la physique subatomique et des particules, en passant par la biophysique, jusqu'aux échelles de longueur cosmologiques englobant l'univers dans son ensemble avec l'astrophysique,. Le domaine comprend généralement deux types de physiciens : les physiciens expérimentaux, spécialisés dans l'observation des phénomènes naturels et le développement et l'analyse d'expériences, et les physiciens théoriciens spécialisés dans la modélisation mathématique des systèmes physiques pour rationaliser, expliquer et prédire les phénomènes naturels.
Le mot physicien dérive du grec, qui connaît la nature. Originellement, dans l'Antiquité grecque, les Physiciens étaient les philosophes présocratiques de l'École milésienne, ou plus largement de l'École ionienne.

## Histoire
L'étude générale de la nature, la philosophie naturelle, a été divisée en plusieurs domaines au XIXe siècle, lorsque le concept de « science » a reçu sa forme moderne. Des catégories spécifiques ont émergé, telles que « biologie » et « biologiste », « physique » et « physicien », « chimie » et « chimiste », etc. Le terme physicien a été inventé par William Whewell (également à l'origine du terme « scientifique ») dans son livre de 1840, The Philosophy of the Inductive Sciences,.

## Emplois

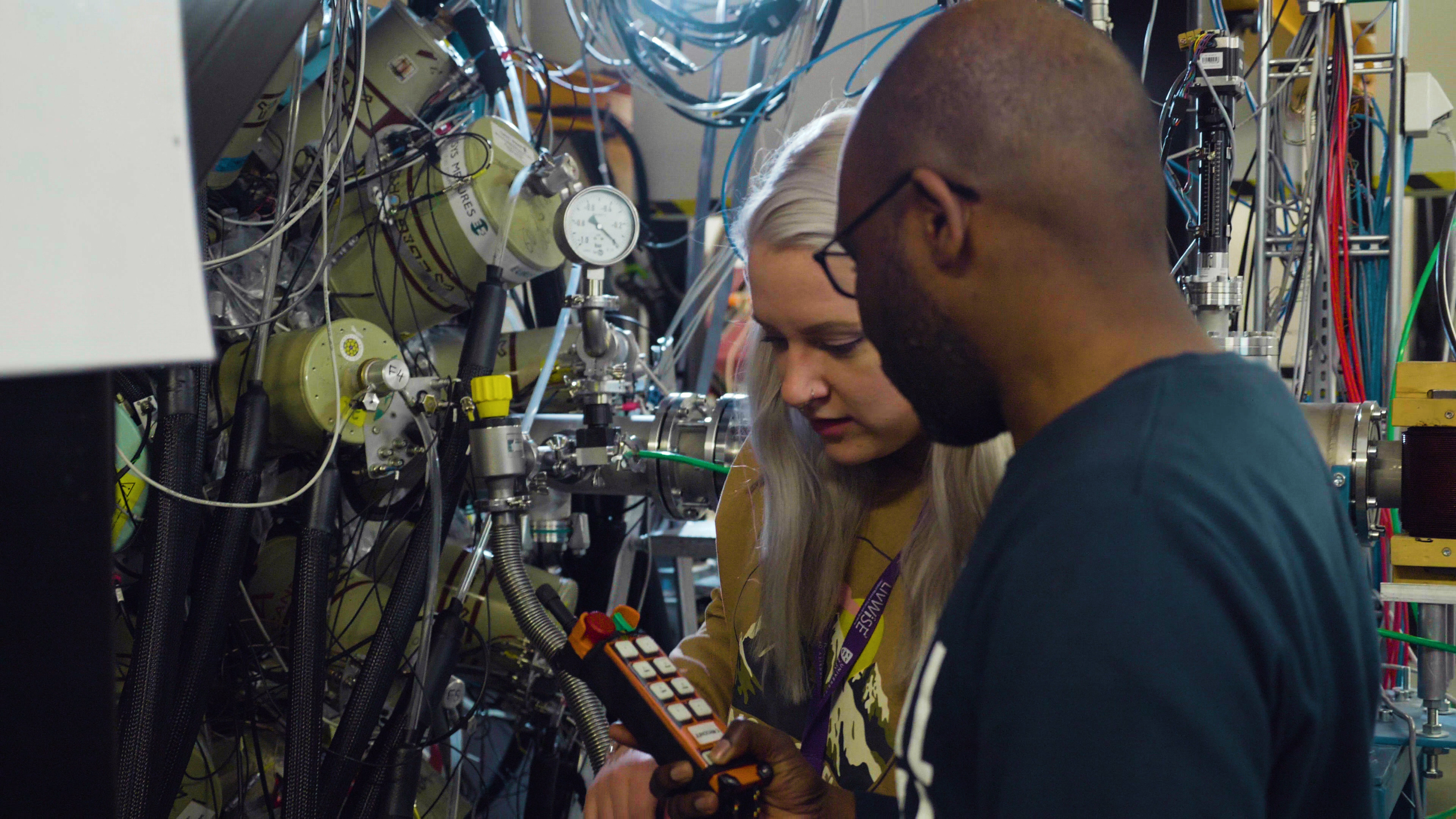
Physiciens expérimentaux travaillant dans "the Accelerator Laboratory" de l'Université de Jyväskylä.

Les trois principaux employeurs de physiciens professionnels sont les universités, les institutions de recherche et l'industrie. De nombreux physiciens exercent une activité en dehors du champ de la physique dans des activités d'éducation, d'ingénierie, d'informatique ou même de finance.
Le prix Nobel de physique récompense des personnes ayant effectués des travaux majeurs en physique. Wilhelm Conrad Röntgen est le premier à l'obtenir en 1901. Marie Curie est la première femme à l'obtenir en 1903, Maria Goeppert-Mayer la deuxième en 1963, et Donna Strickland, en 2018.

## Spécialistes
- Acousticien
- Astrophysicien
- Cosmologiste
- Géophysicien
- Physicien médical
- Physicien nucléaire
- Physicien radioprotection
- Physicien des particules
- Physicien de l'optique
- Physico-chimiste
- Thermicien